# Appunti per un film sull'India
Appunti per un film sull'India è un film documentario italiano del 1968, diretto da Pier Paolo Pasolini.
Il film venne realizzato da Pasolini per conto della rubrica TV7 del telegiornale del primo canale della Rai. Fu girato a Bombay, a Nuova Delhi e negli stati di Uttar Pradesh e Rajasthan nel dicembre 1967 e presentato alla Mostra del Cinema di Venezia l'anno seguente insieme al film Teorema.

## Trama
In queste riprese Pasolini si concentra su vari aspetti dell'India, dal mito alla realtà. All'inizio del film ci sono immagini istituzionali interrotte da immagini perturbanti di corpi malformati, non descritte dalla voce narrante.
In un momento del film Pasolini si concentra su una fabula della tigre, un mito antico e domanda a molti indiani se loro se vedessero un tigrotto affamato si sacrificherebbero per lui come fece un marajà antichissimo, mostrando nel chiederlo un'apparente ingenuità. Pasolini mette alla prova il mito per vedere fino a che punto ci può essere la sopravvivenza di quest'ultimo. Vi è una discrasia tra parole e gesti della borghesia: quando Pasolini chiede alla moglie del marajà se qualora suo marito morisse sacrificandosi per la tigre lei vorrebbe avere a che fare con gli intoccabili lei risponde affermativamente, ma il suo volto sembra esprimersi contrariamente alla sua risposta, almeno per lo spettatore europeo. Infatti, nel linguaggio del corpo indiano, si annuisce proprio dondolando la testa da destra a sinistra, in una maniera che ad un europeo sembrerebbe una negazione.